# Plumas County
Plumas County er et county beliggende i Sierra Nevada, i den nordøstlige del af den amerikanske delstat Californien. Hovedbyen i countiet er Quincy. I år 2010 havde countiet 20.007 indbyggere.

## Geografi
Ifølge United States Census Bureau er Plumas' totale areal på 6.770 km², hvoraf de 160 km² er vand. 

### Grænsende counties
- Sierra County - syd
- Yuba County - sydvest
- Butte County - vest
- Tehama County - nordvest
- Shasta County - nordvest
- Lassen County - nord, øst